# Área para perros

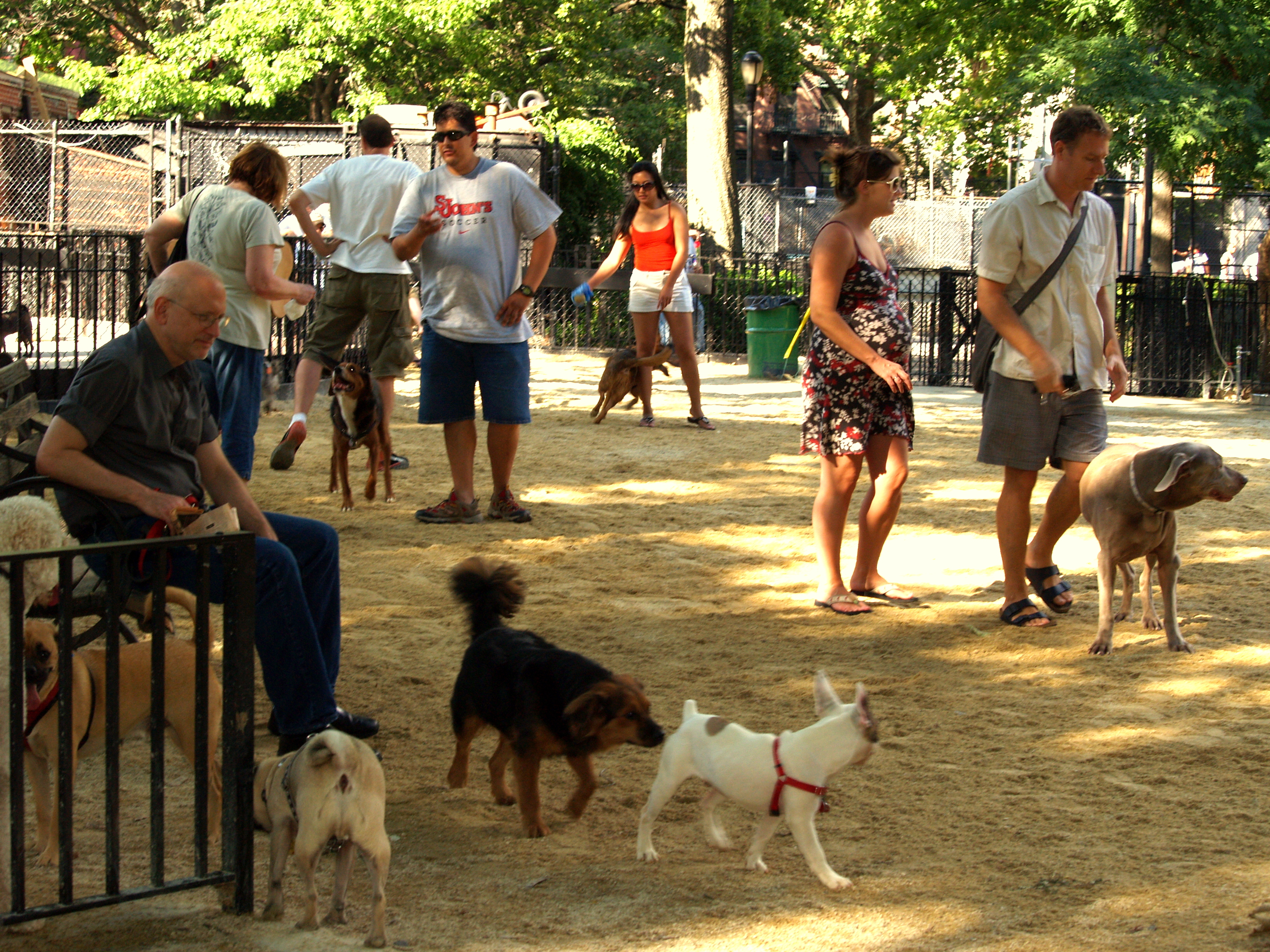
Pipicán en Nueva York.

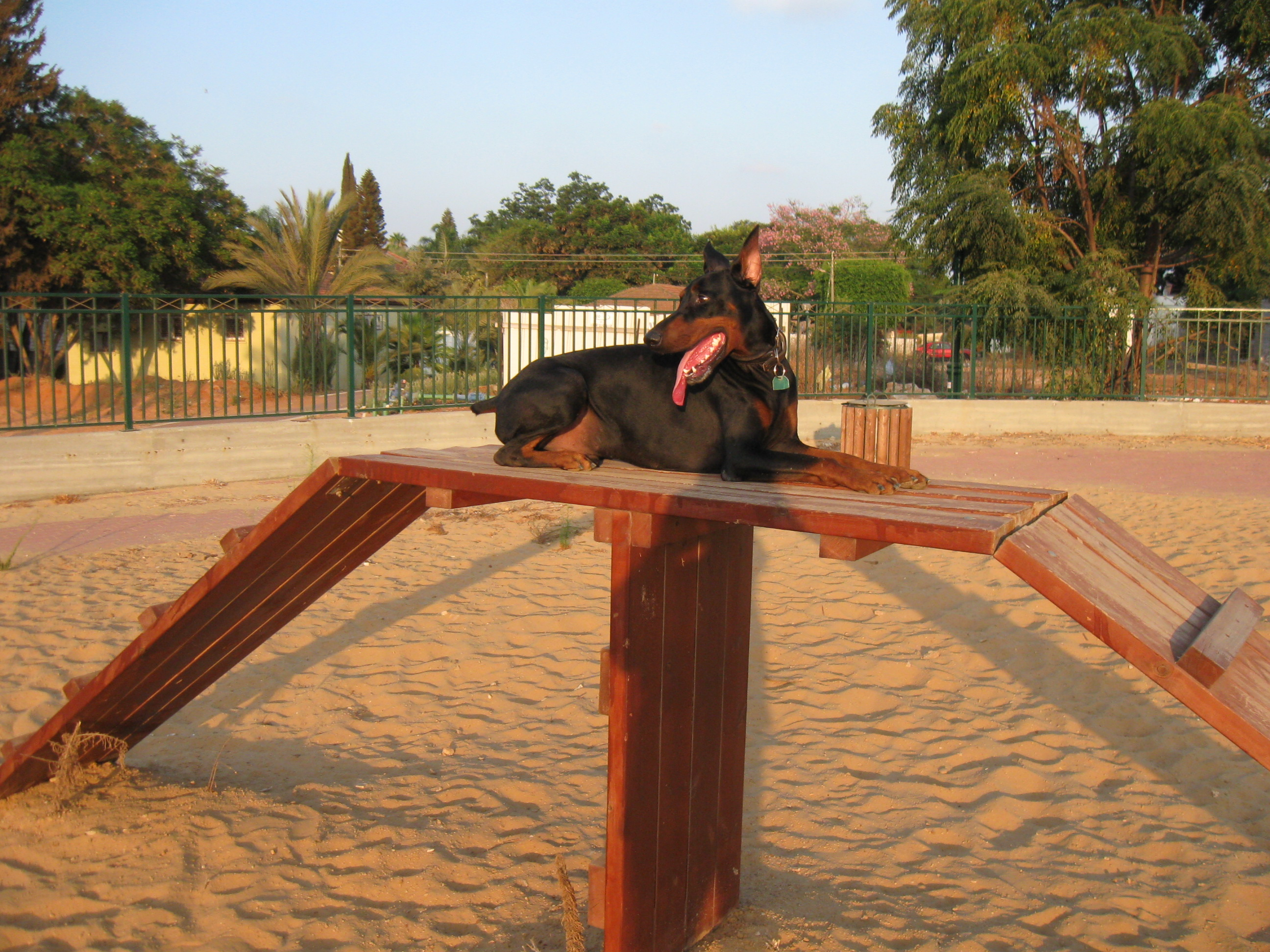
Parque canino en Israel

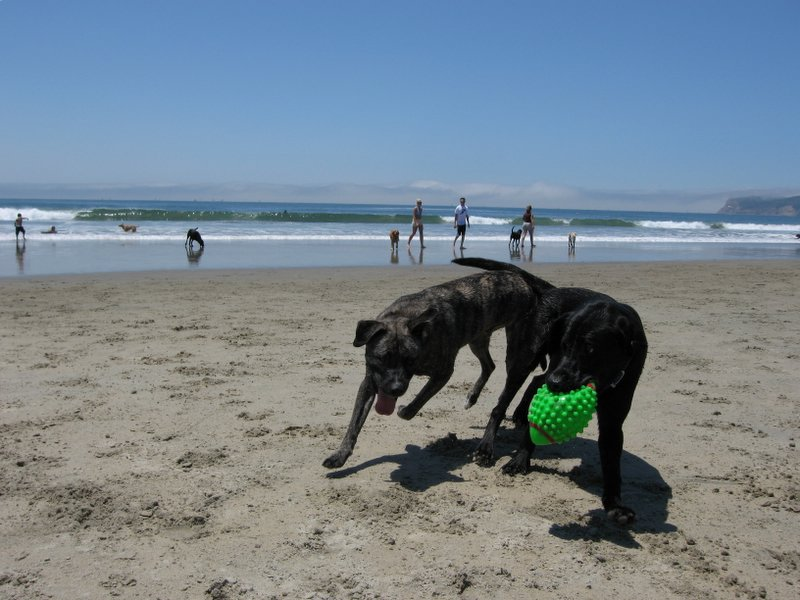
Playa para perros en California

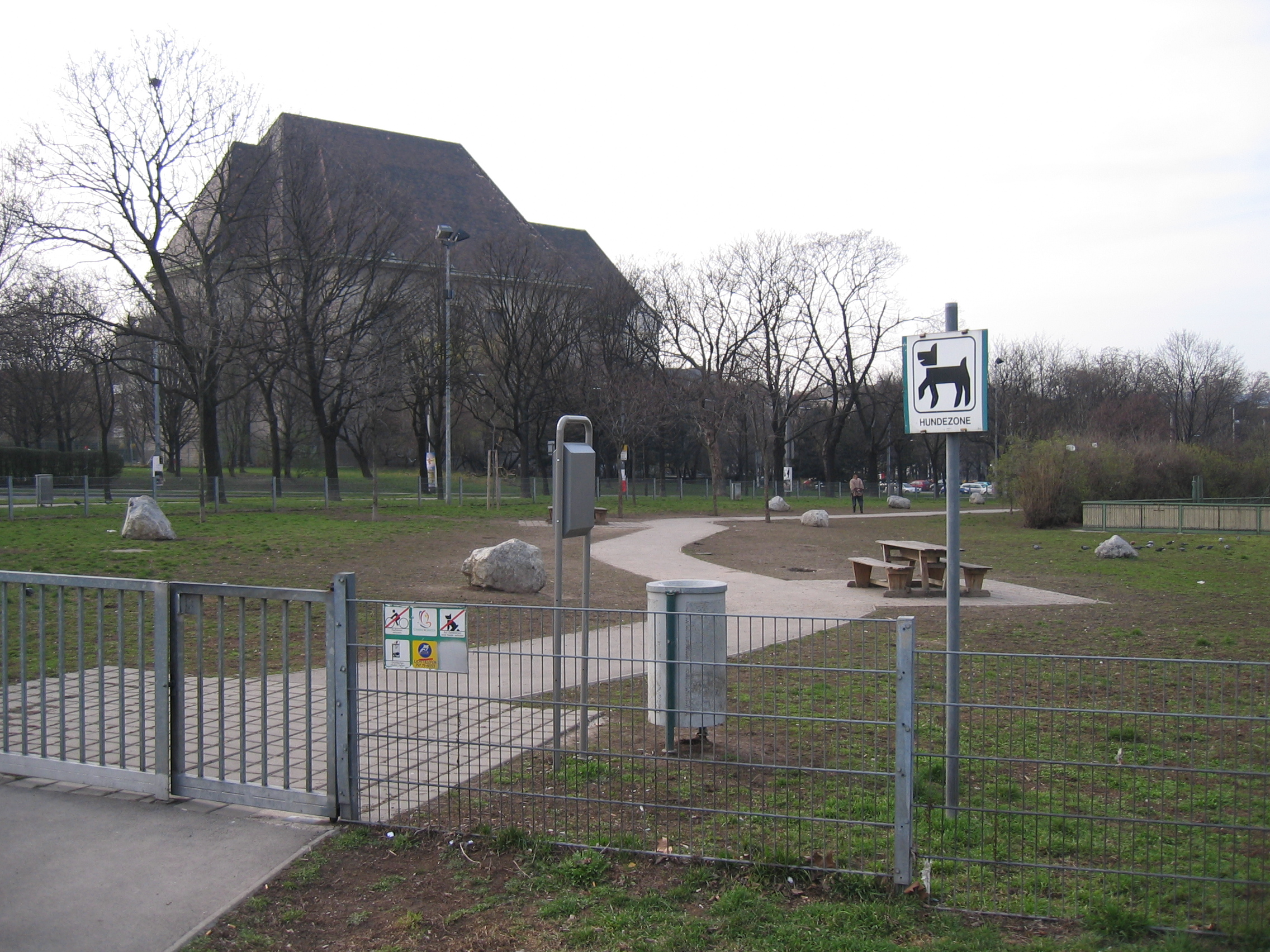
Zona de esparcimiento canino en Viena, Austria

Un Área para perros (también denominado Zona para perros, Zona de esparcimiento canino, Pipicán,  Área canina, Parque canino o Zona de esparcimiento canina) es un área en el que se permite que los perros estén en espacios públicos sin bozal ni correa, en un entorno controlado bajo la supervisión de sus dueños. Suelen ser zonas valladas donde los perros pueden jugar con sus compañeros. Especialmente en las zonas densamente pobladas, las zonas para perros son los únicos lugares donde los perros hacen suficiente ejercicio.

## Descripción
Los parques para perros tienen características diversas, aunque suelen ofrecer una valla de un metro de altura, drenaje adecuado, bancos para los humanos, sombra para los días calurosos, aparcamiento cerca del recinto, agua, dispensadores de bolsas para recoger y eliminar los excrementos de los animales en cubos de basura cubiertos, y mantenimiento y limpieza periódicos del recinto. Los parques para perros también pueden ofrecer acceso para sillas de ruedas, un estanque para nadar y un recinto separado para perros pequeños. 
- Datos: Q38516
- Multimedia: Dog parks / Q38516